# Зоя (телесериал)
«Зо́я» — российский многосерийный историко-биографический драматический телевизионный художественный фильм режиссёра Виталия Павлова, снятый в 2010 году.
Основан на реальных драматических событиях из жизни известнейшей актрисы советского кино, заслуженной артистки РСФСР Зои Алексеевны Фёдоровой, убитой 11 декабря 1981 года в возрасте семидесяти трёх лет при невыясненных обстоятельствах в своей московской квартире выстрелом в затылок. Убийство не раскрыто по настоящее время.
Роль главной героини в фильме исполнила актриса Ирина Пегова.
Премьера телесериала на Украине состоялась 1 ноября 2010 года на телеканале «Интер», в России — 25 июня 2012 года на «Первом канале».

## Сюжет
Москва, 11 декабря 1981 года. Советская столица узнаёт трагическую новость о смерти известнейшей актрисы Зои Федотовой (Ирина Пегова). Кто замешан во всём этом? И кто вообще посмел убить эту замечательную женщину, актрису от Бога? Её роли покорили многие сердца и все скорбят о тяжкой утрате.
Расследование уголовного дела поручают следователям московского уголовного розыска майору Пыльнову (Роман Мадянов) и капитану Сергею Сорокину (Андрей Барило). Преступление оказывается чрезвычайно запутанным. Сыщики не в силах самостоятельно справиться с этим громким делом, и запрашивают информацию об актрисе из архива КГБ СССР, куда попасть очень сложно. На пути героев ждут множество препятствий, которые весьма трудно преодолеть, но только капитана Сорокина это не останавливает. Он получает из отдела КГБ досье Зои Федотовой и приступает к его изучению, начиная с далёкого 1927 года, когда её в первый раз арестовали…

## В ролях
- Ирина Пегова — Зоя Алексеевна Федотова, известная советская актриса (прототип — Зоя Алексеевна Фёдорова)
- Роман Мадянов — Пыльнов, майор МВД СССР, следователь МУРа
- Андрей Барило — Сергей Сорокин («Сорока»), капитан МВД СССР, следователь МУРа
- Николай Сердцев — Джексон Роджерс Тейт, полковник ВС США, военно-морской атташе американского посольства в Москве, отец Виктории Федотовой
- Адам Булгучев — Лаврентий Берия
- Олеся Поташинская — Виктория Федотова, дочь Зои Федотовой (прототип — Виктория Фёдорова)
- Василий Бочкарёв — Пётр Сорокин, отец Сергея Сорокина
- Светлана Немоляева — мать Сергея Сорокина
- Иван Агапов — Алексей, отец Зои Федотовой
- Елена Казаринова — мать Зои Федотовой
- Галина Боб — Александра, сестра Зои Федотовой
- Алексей Завьялов — Альберт, ассистент на киностудии
- Вадим Медведев — Сергей Сергеевич Арсентьев, режиссёр
- Михаил Козаков — Портер, кинооператор, первый муж Зои Федотовой
- Мадлен Джабраилова — Лиля Юрьевна Брик, «муза» Владимира Маяковского
- Ирэна Морозова — Лидия Русланова
- Рубен Симонов — Иосиф Сталин
- Владимир Белоусов — Генрих Ягода
- Алика Котова — Вика Федотова в детстве
- Екатерина Ишимцева — Галя, жена Сергея Сорокина
- Артём Алёшин — Сергей Сорокин в детстве
- Дмитрий Гусев — лейтенант, сотрудник архива КГБ
- Виктор Николашин — генерал Крюков, муж Руслановой
- Александра Чилин-Гири — Рита Шейман, художница, сокамерница Федотовой
- Алексей Шмаринов — Сергей Сорокин в старости
- Анастасия Дитковская — Августа Миклашевская
- Бронислава Захарова — директор школы
- Юрий Горин — точильщик ножей

## Создание фильма
Продюсер фильма Алексей Пиманов:
«Идея Зои возникла у нас после успеха фильма „Галина“. Эта история интересовала меня давно. Убийство актрисы Зои Фёдоровой было одним из знаковых событий начала 80-х годов. Об этом убийстве шепталась вся страна. Чего только не говорили: и то, что это результат противостояния МВД И КГБ, Андропова и Щёлокова; и то, что убили Фёдорову за какой-то уникальный бриллиант; и то, что это месть за отъезд из СССР её знаменитой дочки! До сих пор смерть Зои Фёдоровой — тайна!»Первый канал
Сценарист и главный режиссёр Виталий Павлов:
«История артистки Зои Федотовой — собирательный образ из жизни Фёдоровой,Окуневской, Гинзбург, и других известных личностей. Это образ женщины, в судьбе которой был „лагерь“ за связь с иностранцем»Первый канал
Подробности жизни Зои Фёдоровой, её непростая судьба мало кому известны. Основанием для идеи фильма послужило дело Фёдоровой, найденное несколько лет назад при работе с закрытыми архивными документами.

## Выбор актёров
Виталий Павлов: «Самым сложным было найти Зою. Ведь тут кроме актёрского мастерства нужно и портретное сходство. Фёдорову многие помнят и любят, ведь она была очень харизматична. Но думал я, в принципе, не долго. Мне с самого начала было ясно, что Зоей должна быть Ирина Пегова, и никто кроме неё. К счастью, Ирина сразу согласилась. А после видеопроб, когда мы увидели Пегову в гриме и образе, стало понятно, что это стопроцентное попадание». Первый канал
Актёр Андрей Барило: «Я играю роль следователя, который сталкивается с загадочным убийством престарелой актрисы Зои Федотовой. Мне дали прочитать сценарий и я сразу понял, что это будет хорошее кино. Мне было очень интересно работать над этой ролью». Первый канал

## Съёмки
Продюсер Алексей Пиманов:
«Кино снимали около года. Как всегда, было сложно воссоздавать эпоху! От 20-х годов до 80-х! Очень сильно отработал актёрский состав, кстати, это последняя роль Михаила Казакова! Ирина Пегова сыграла главную роль, потому что похожа и очень талантливая актриса…».
«Нынешние молодые почти не знают актрису Фёдорову, но когда-то она была мега-звездой! Пока не попала в тюрьму! За любовь! К иностранцу… История-символ, история-легенда! Их разлучили, а он нашёл её через 20 лет! Не зря Голливуд хотел снимать историю этой великой любви! Но сняли мы… (шутка)», — продолжает продюсер фильма Алексей Пиманов.
Сценарист и режиссёр Виталий Павлов: «Это была трудная работа, но счастливое время для всех нас. Очень хорошие актёры, да и вообще вся команда, которая трудилась на этом проекте. Было трудно, так как много приходилось снимать, ждать, когда современную улицу превратят в улицу того времени. Но было очень интересно».
Действие охватывает более пяти десятилетий. Ирина Пегова играет актрису Зою Федотову с 1927 года, когда она ещё школьница старших классов, по 1981 год, год смерти актрисы. Гримёры и костюмеры мастерски справились со своей работой и помогли Ирине ещё больше вжиться в роль.
Актёр Андрей Барило: «У нас было мало совместных сцен с Ириной. Одна из них, когда я играю выпускника школы, а она уже в возрасте, мать моей одноклассницы, Виктории, в которую я влюблён. Я был поражён её умению перевоплощения и передачи времени, возраста. Ведь в жизни Ирина меня младше. Это действительно было удивительно. Это очень не просто суметь не только вжиться в образ, но и передать через взгляд, энергию состояние женщины, пережившей столько лишений в жизни».
Сценарист и режиссёр Виталий Павлов: «У нас все вещи были того времени, замечательная работа художника по костюмам Натальи Каневской, над интерьерами старалась Мария Турская. У нас применялся приём „схвата“ в эскизах, изображениях. Это помогло максимально передать дух того времени».
Оператор-постановщик Николай Немоляев: «Мы использовали много старой раритетной техники тех лет. Были случаи, когда во время съёмок машины нас подводили. На экране она как бы едет, а на самом деле машину катили на руках. Но зритель этого даже не почувствует. Сами съёмки проходили в очень дружественной атмосфере. Не было ощущения усталости».

## Содержание серий
1 серия
11 декабря 1981 года. В Москве, в своей квартире, убита известная актриса Зоя Федотова. Расследовать преступление поручено капитану Сорокину и майору Пыльнову. Сорокин был знаком с Зоей Алексеевной, так как был одноклассником её дочери Вики. Москва. Пыльнов допрашивает племянника Федотовой. Тот утверждает, что из квартиры ничего не пропало. Также выясняется, что квартира была обработана спецсредством, из-за чего служебно-разыскная собака не может взять след. Похоже, работал профессионал. Пыльнов обращает внимание на то, что пирожные на столе в квартире Федотовой порезаны: неподалёку должен лежать нож, но ножа оперативники не находят.
2 серия
Ночью в квартире Сорокина раздаётся звонок Вики из Америки. Она просит Сорокина найти убийц матери. Утром Сорокин докладывает Пыльнову о своих соображениях. Версий много, одну из них предложили товарищи с Лубянки, Зоя Федотова проходила у них как член «бриллиантовой мафии». Также Сорокин предполагает, что Федотова могла быть нежелательным свидетелем. Пыльнов просит Сорокина быть осторожнее: из-за связи с американкой он может лишиться должности и погон. В столовой МУРа, где обедают оперативники, Пыльнов одалживает нож у соседа по столику, чтобы нарезать хлеб. Сорокин узнаёт в нём нож Вики Федотовой…
3 серия
Сорокин рассказывает Пыльнову о том, что прочитал в деле Федотовой. В свою очередь Пыльнов выяснил, что вещество, которым обработан пол в доме Федотовой, разработано в их, милицейской, секретной лаборатории.
1928 год. Зою приводят на допрос, затем отправляют в камеру. Отец Зои решается позвонить Менжинскому и попросить его похлопотать за дочку. Зою вновь вызывают на допрос. На сей раз с ней говорит заместитель председателя ОГПУ Ягода. Он готов отпустить Зою, взяв с неё письменное согласие сотрудничать с органами.
4 серия
1932 год. Зоя снимается в своём первом фильме у режиссёра Сашина-Никольского. Помощник режиссёра другой кинофабрики Альберт предлагает ей роль в фильме Сергея Арсентьева. На премьеру фильма Зоя приходит вместе с родителями, но вскоре в слезах покидает зал. Молодую актрису из фильма «вырезали».
1981 год. Пыльнова беспокоит, что в квартире не найдено никаких следов пребывания посторонних. Племянник Федотовой рассказывает ему о пропавшем ножике — подарке отца Вики, с которым Федотова никогда не расставалась. Пыльнов понимает, что Сорокин прав: нож, увиденный ими в столовой МУРа, скорее всего и есть вещь, пропавшая после убийства Федотовой.
5 серия
Следователь Пыльнов пытается разобраться, откуда у сотрудников МУРа нож из квартиры убитой Федотовой. Отрабатывая одну из версий, он сам подвергается нападению неизвестных.
Москва, 1933 год. Сразу после премьеры фильма Арсентьева Зоя Федотова просыпается знаменитой на всю страну актрисой. Её представляют Сталину, Берия. Зое становится известно о смерти Альберта. Накануне он признаётся ей в любви и делится опасениями за свою жизнь, так как стал свидетелем убийства своего соседа-антиквара. Ища защиты, Зоя принимает предложение оператора Портера и выходит за него замуж. 1937 год, арестовывают отца Зои.
6 серия
Москва, 1940-е годы. Зоя становится лауреатом государственной премии. Чтобы освободить из тюрьмы отца, ей приходится просить о помощи Берия. На одном из вечеров Зою знакомят с военным атташе американского посольства капитаном Тейтом.
Москва, 1981 год. Майору Пыльнову и капитану Сорокину становится известно, каким образом убийца проник в квартиру к Федотовой. Заниматься этим расследованием становится всё опаснее. Пыльнов и Сорокин чувствуют, что за ними установлена слежка. Чтобы разобраться в произошедшем, из Америки прилетает дочь Зои Алексеевны, Виктория. В этот же вечер Пыльнова пытаются убить.
7 серия
Москва, 1945 год. У Зои завязываются близкие отношения с американским дипломатом капитаном Тейтом. Она влюблена. У неё рождается дочь. Узнав о романе Федотовой и Тейта, органы госбезопасности пытаются склонить Зою к сотрудничеству с ними, но получают решительный отказ. Зою арестовывают за шпионаж, ей грозит 25 лет тюрьмы строгого режима, а Тейта высылают из страны назад в США.
Москва, 1981 год. Пыльнов пытается выяснить, кто хочет его убить. А тем временем между Викой и Сорокиным с новой силой вспыхивают школьные чувства.
8 серия
Владимирский централ, 1951 год. Зоя Федотова попадает в одну камеру с Лидией Андреевной Руслановой. Впоследствии именно это знакомство поможет Зое выйти из тюрьмы. Спустя 9 лет заключения её дело будет пересмотрено, и её признают невиновной.
Москва, 1981 год. По данным криминалистической экспертизы, ценности из квартиры Федотовой признаны фальшивкой. Майора Пыльнова отстраняют от ведения дела. Рискуя жизнью, следователям удаётся напасть на след преступников. Подруга матери Вики передаёт посмертное письмо Федотовой, адресованное дочери. Может быть, оно прольёт свет на тайну убийства известной актрисы?!